# Patrice Lagisquet
Patrice Lagisquet (Arcachon, 4 settembre 1962) è un ex rugbista a 15 e allenatore di rugby a 15 francese, in carriera tre quarti ala e da allenatore vincitore di tre titoli di campione di Francia. Dal 2019 al 2023 è stato commissario tecnico della nazionale di Portogallo con cui ha partecipato alla Mondiale 2023.

## Biografia
Nato ad Arcachon, vicino a Bordeaux, da una famiglia di ostricultori con base al porto di La Teste-de-Buch, iniziò a praticare sport a 8 anni dopo il trasferimento a Gujan-Mestras.
Originariamente dedito al calcio, passò a 10 anni all'atletica e al rugby, ottenendo risultati di rilievo in entrambe le discipline: attivo nei 100 e 400 metri, nel salto in lungo e in quello in alto, con la staffetta 4 x 100 conseguì il miglior tempo per atleti del suo club, l'Union Athlétique de Gujan-Mestras.
Assorbito progressivamente dal rugby per via del maggiore impegno che tale disciplina richiedeva, si trasferì a Bègles per gli studi universitari in matematica, e lì fu ingaggiato dalla locale squadra, con la quale esordì in campionato; passò poi nel 1982 al Bayonne, club in cui rimase 10 anni e per il quale gareggiò anche nella sezione di atletica (nel 1989.
Con la società basca Lagisquet si mise in luce a livello internazionale, tanto da venir chiamato nel 1983 in Nazionale, esordendo in un test match di fine anno contro l'Australia; prese poi parte al successivo Cinque Nazioni 1984, riaffacciandosi al torneo nel 1988 per disputarlo ininterrottamente fino al 1991 con due vittorie, una delle quali ex aequo.
Nel 1987 fu tra i convocati alla prima edizione della Coppa del Mondo, nella quale la Francia arrivò fino alla finale, sconfitta dai padroni di casa della Nuova Zelanda; partecipò anche, quattro anni più tardi, alla Coppa del Mondo di rugby 1991 in Inghilterra, nel corso della quale Lagisquet disputò il suo ultimo incontro internazionale, contro la Romania.
Passato nel 1992 al Biarritz, con tale club terminò la carriera agonistica nel 1997 per passare subito dopo a quella tecnica: in 11 anni alla guida del club, dal 1997 al 2008, Lagisquet portò la squadra a vincere tre campionati francesi e una Coppa nazionale, nonché alla finale di Heineken Cup 2005/06 (sconfitta 19-23 dagli irlandesi del Munster).
Dal 2008 ha deciso di smettere di allenare per dedicarsi a tempo pieno alla sua attività di assicuratore: dal 1983 è proprietario di un'agenzia a Bayonne, cui in tempi più recenti ne ha affiancata un'altra, a Ustaritz.
Tornato ad allenare il Biarritz in difficoltà di classifica, alla fine del 2011 è stato contattato dalla Federazione francese per affiancare il neo commissario tecnico Philippe Saint-André; l'accordo con il Biarritz prevede che, pur entrando dal dicembre 2011 nello staff tecnico federale e collaborando al Sei Nazioni 2012, Lagisquet rimane in carica come tecnico del club fino alla fine del campionato.
Impegnato in attività sociali, Lagisquet dirige dal 1989, anno della fondazione, l'associazione “Chrysalide”, nata con lo scopo di sostenere le famiglie con figli affetti da handicap mentali.

## Palmarès

### Allenatore
- Campionati francesi: 3
Biarritz: 2001-02; 2004-05; 2005-06
- Coppe di Francia: 3
Biarritz: 1999-2000
- Challenge Cup: 1
Biarritz: 2011-12